# Kostel Neposkvrněného početí Panny Marie (Hojsova Stráž)
Kostel Neposkvrněného početí Panny Marie je jednolodní kostel ve vesnici Hojsova Stráž, jedné ze šesti částí města Železná Ruda.

## Historie
Kostel byl postaven mezi lety 1824 až 1826 na místě, kde se dříve nacházela dřevěná kaple zasvěcená Panně Marii Růžencové vystavěné v letech 1760 až 1761. Dle jiného zdroje byla kaple do kostela částečně přestavěna. Je chráněn jako kulturní památka České republiky.

## Architektura
Kostel má střechu tvořenou šindely, které částečně pokrývají i zdi kostela. Uvnitř se nachází oltář, který pochází z původní kaple. Vytvořen byl v roce 1762 mistrem Jakubem Brandtem.

## Varhany
Varhany, pocházející z dílny pražského varhanáře Josefa Gartnera, které byly v kostele postaveny v dubnu roce 1834, jsou významným článkem ve vývoji českého varhanářství. Výstavba varhan přišla na 435 tehdejších rakouských zlatých.
Do dnešních dnů tvoří kostel významnou dominantu obce. Vždy v létě se od 9:45 každou čtvrtou neděli v měsíci odehrává mše svatá. V roce 2012 se kaple zapojila do Českého varhanního festivalu.